# Museum für Mineralogie und Geologie Dresden

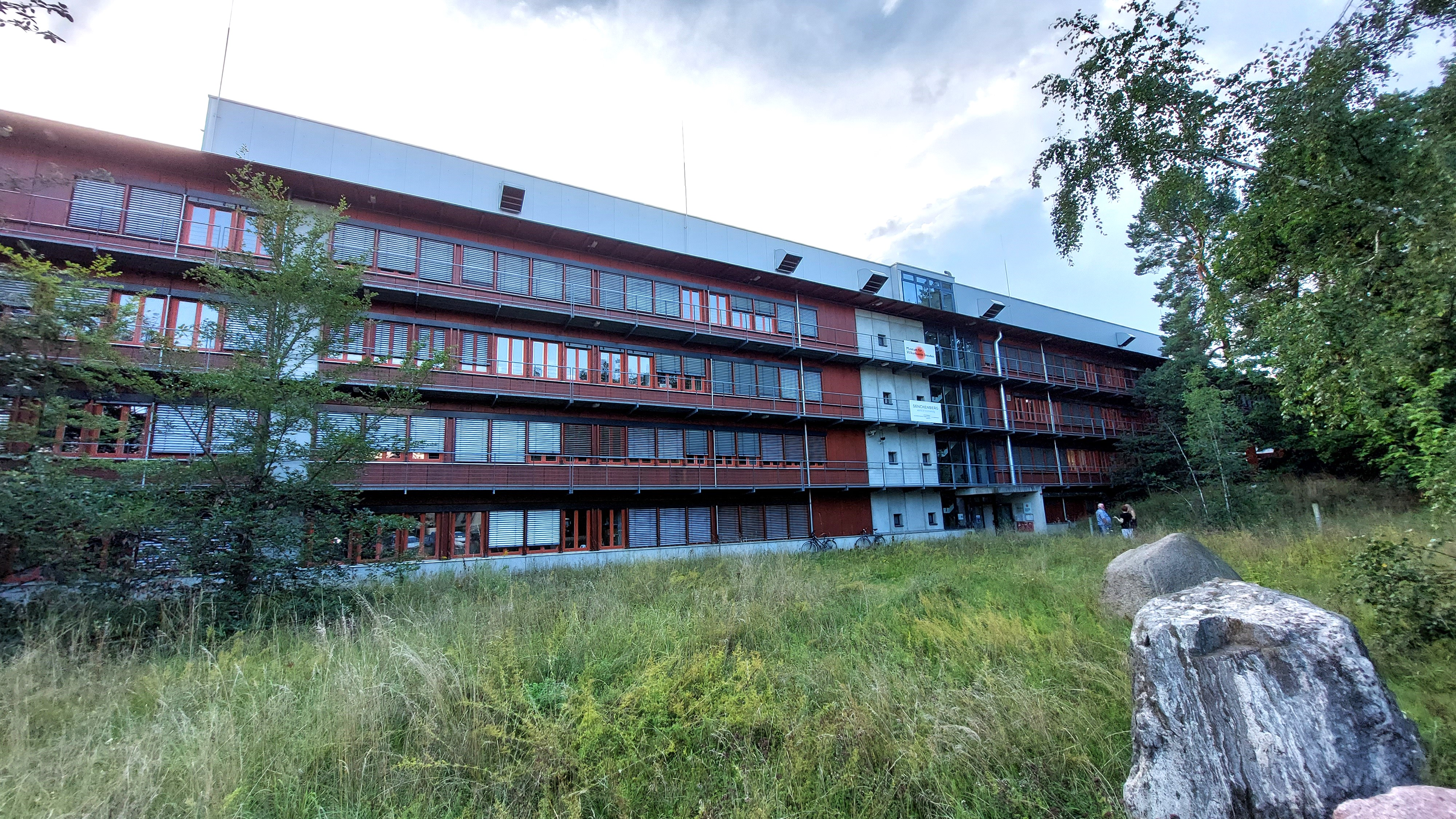
A.B. Meyer-Bau in Klotzsche

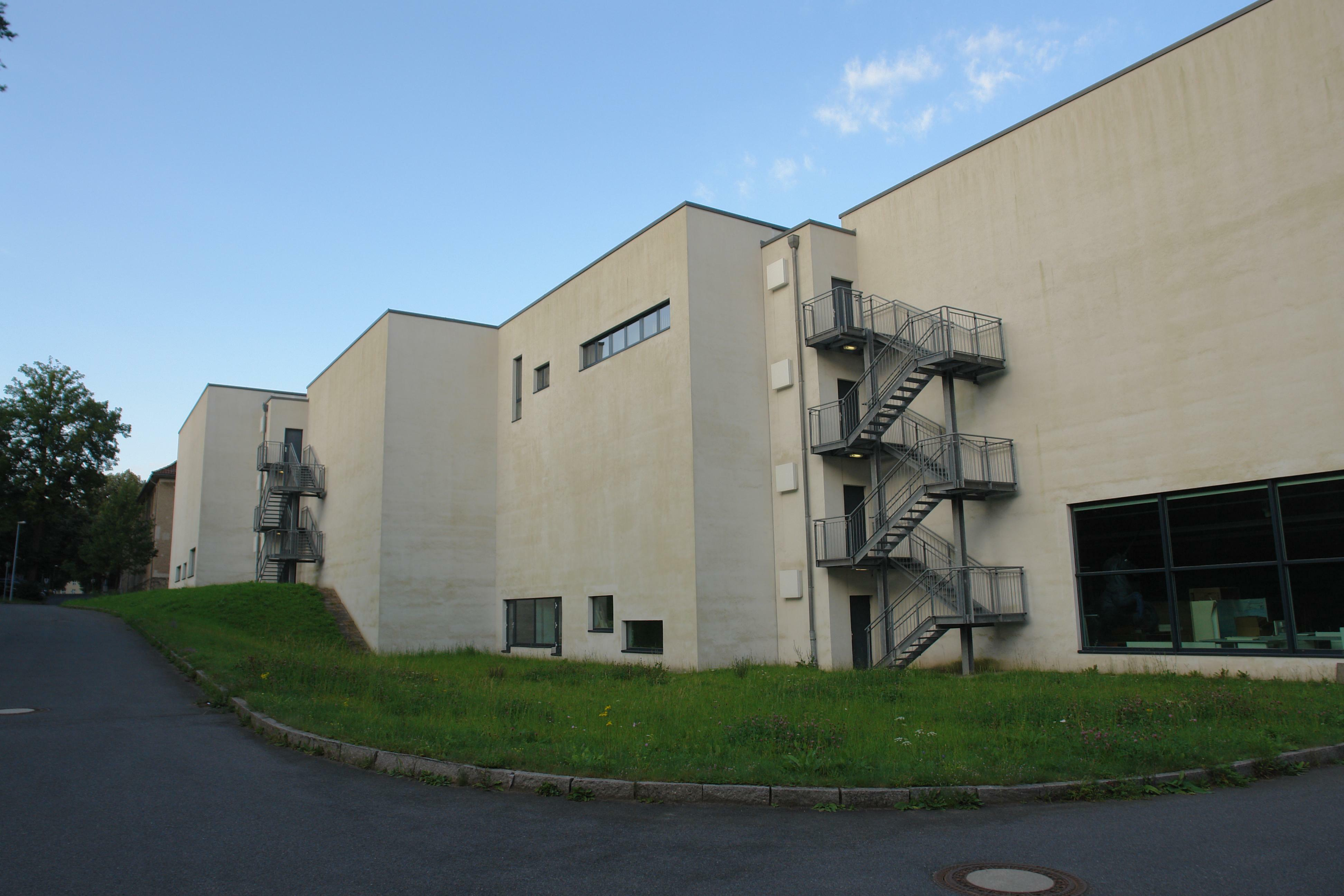
Rückseite des Gebäudes

Das Museum für Mineralogie und Geologie in Dresden ist eine umfangreiche Sammlung geowissenschaftlicher Objekte aus den Themenbereichen Mineralogie und Geologie. Es gehört zu den Senckenberg Naturhistorischen Sammlungen Dresden. Zurzeit verfügt es über keine nennenswerten Ausstellungsflächen. Der Hauptteil der Sammlungen befindet sich im A. B. Meyer-Bau in Dresden-Klotzsche. Er bildet die Basis der Arbeit der Forschungsinstitute und ist nur eingeschränkt der Öffentlichkeit zugänglich.

## Sammlung

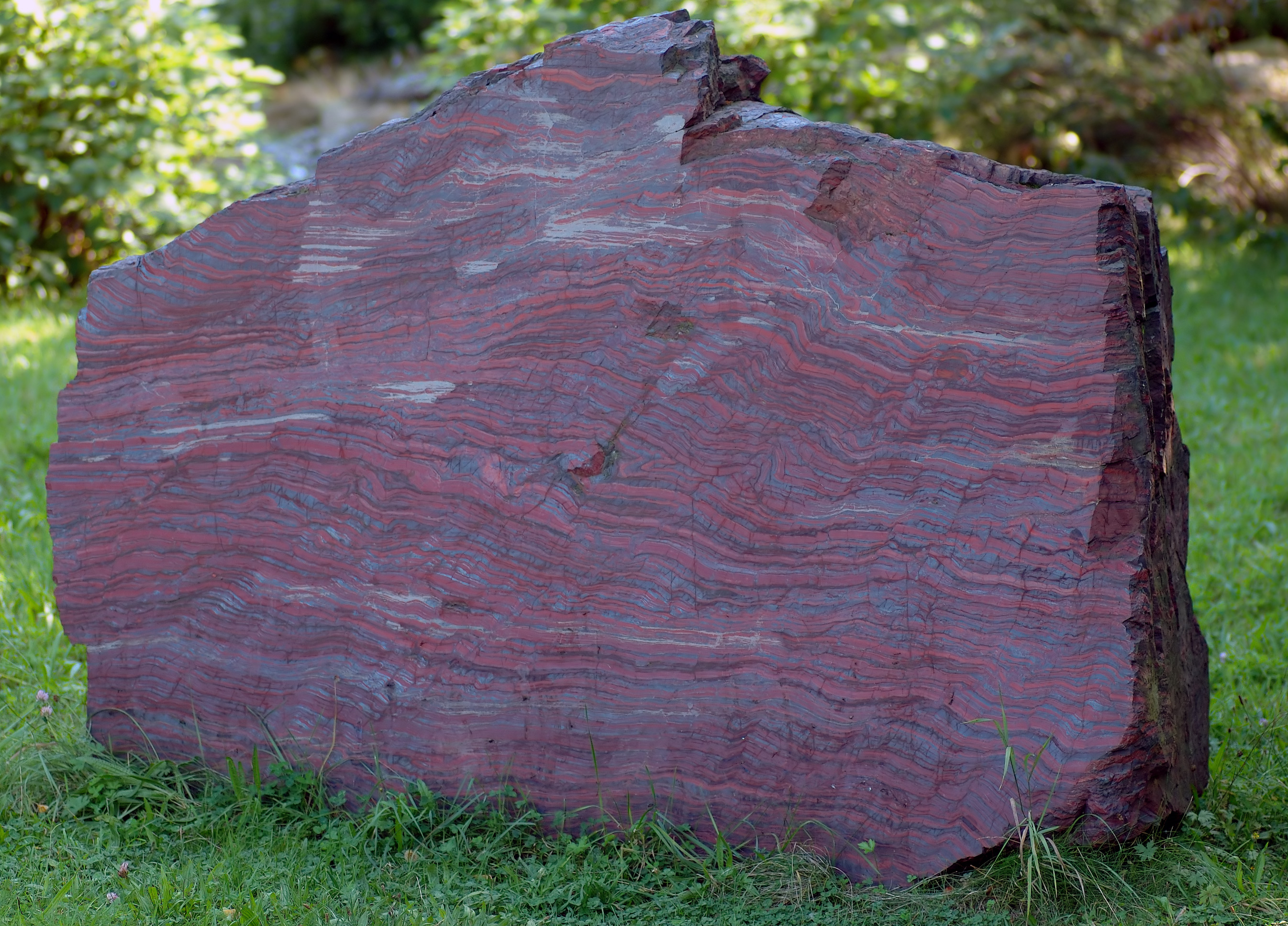
Dieser etwa 8,5 Tonnen schwere, drei Meter breite und 2,1 Milliarden Jahre alte Bändereisenerzblock aus Nordamerika gehört dem Museum für Mineralogie und Geologie und befindet sich im Botanischen Garten Dresden.

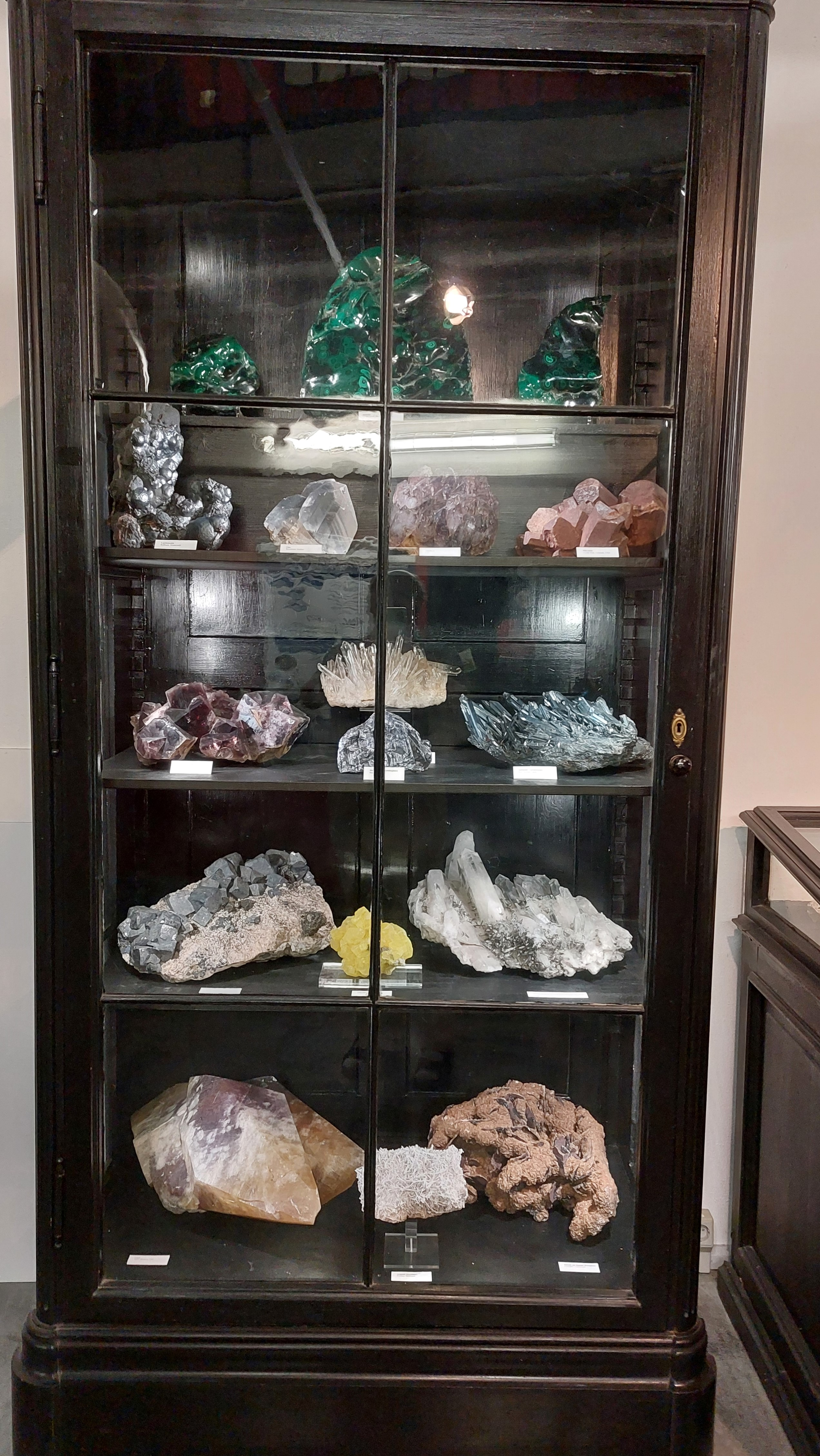
Vitrine mit Mineralien

Insgesamt weist das Museum, das zu den bedeutendsten Sammlungen seiner Art in Deutschland zählt, annähernd 400.000 Objekte aus aller Welt auf. Sie werden überwiegend im Adolf-Bernhard-Meyer-Bau, einem großen Verwaltungs- und Depotgebäude in dem nördlichen Dresdner Stadtteil Klotzsche, gelagert und nehmen dort eine ganze Etage ein. Im selben Gebäude, jedoch ein Stockwerk höher, befinden sich die Objekte des Museums für Tierkunde. Der Sammlungsschwerpunkt liegt auf Mineralen, Gesteinen und Fossilien. Innerhalb des Museums bestehen die vier Fachbereiche Mineralogie, Paläozoologie, Paläobotanik und Petrografie.
Wichtige Bestandteile des Museums sind die vielen Spezialsammlungen aus unterschiedlichen Regionen der Erde. So besitzt es unter anderem mit der Richard-Baldauf-Sammlung seit 1940 eine der wertvollsten mineralogischen Privatsammlungen des frühen 20. Jahrhunderts in Europa, die mit ihren etwa 10.000 Einzelstücken, darunter Kristalle und Schmucksteine, auch nahezu komplett erhalten ist. Zum Museum gehören auch eine Meteoritensammlung sowie eine Sammlung von Bau- und Dekorationsgesteinen. Bedeutend sind ferner die speziellen Fossiliensammlungen, so zum Beispiel zu den Themen sächsische Kreide (zusammengetragen von Hanns Bruno Geinitz vor allem im Elbsandsteingebirge), tertiäre Pflanzen und Solnhofener Plattenkalk.
Außerdem umfasst das Museum zahlreiche kostbare Einzelstücke. Dazu zählen der 1872 bei Nentmannsdorf niedergegangene, 12,5 Kilogramm schwere Meteorit mit den Namen Nenntmannsdorf sowie ein sechs Meter langer Fulgurit aus der Lausitz. Des Weiteren enthalten die Sammlungen mehrere Silberstufen als Zeitzeugen des Großen Berggeschreys aus dem Erzgebirge, darunter einen Beleg des Silbernen Tischs aus Schneeberg von 1477 und das Silberne Kreuz von 1623. Zum Bestand gehören auch eine Austernkolonie aus dem Plauenschen Grund, Seesterne aus der Sächsischen Schweiz, ein weiblicher Ichthyosaurier mit Embryo und ein 21 Eier umfassendes Gelege eines Hadrosauriers. Von herausragendem Wert sind insbesondere die zahlreichen im Museum vorhandenen Holotypen verschiedener Fossilien- und Gesteinsarten, darunter die Materialien der Erstbeschreibung des Ooids und des Stromatoliths durch Ernst Kalkowsky (1851–1938), ein Meereskrokodil aus der Jurazeit sowie das Pflanzenfossil Raumeria, ein Einzelstück. Die paläontologischen Sammlungen als ein Zentrum für Paläo-Biodiversitätsforschung beinhalten etwa 1.500 Typusexemplare.
Mehrere Stücke der Versteinerungssammlung Heinrich Cottas gehören ebenfalls dem Museum, in dessen Beständen sich neben Stolpener Basalt auch eine große Sammlung Zöblitzer Serpentins befindet, die allerdings nur noch aus 69 erhaltenen Einzelteilen besteht.

## Forschung

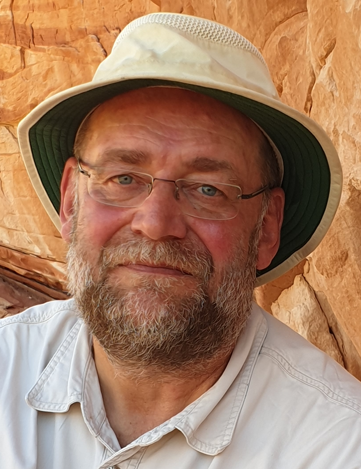
Ulf Linnemann

Ein Schwerpunkt in der Museumsarbeit liegt in der Forschung, die vor allem auf den Gebieten der Biodiversität und der Paläontologie vorangetrieben wird und auf dem museumseigenen erdgeschichtlichen Archiv mit Schwerpunkt Sachsen aufbaut. Vier Wissenschaftler werden im Museum beschäftigt.
Die Museumsbibliothek ist Teil der Naturhistorischen Zentralbibliothek Dresden. Das Museum gibt zwei Zeitschriftenreihen zum Thema Mineralogie und Geologie heraus.
Zum Zwecke der Forschung unterhält das Museum mehr als zehn wissenschaftliche Speziallabore, darunter ein Dünnschliff-, ein Geochronologie- und ein Gemmologielabor. Als Abteilung innerhalb der Dresdner Senckenberg Sammlungen wird das Museum für Mineralogie und Geologie von Ulf Linnemann geleitet.

### Einblicke in die Forschungssammlung

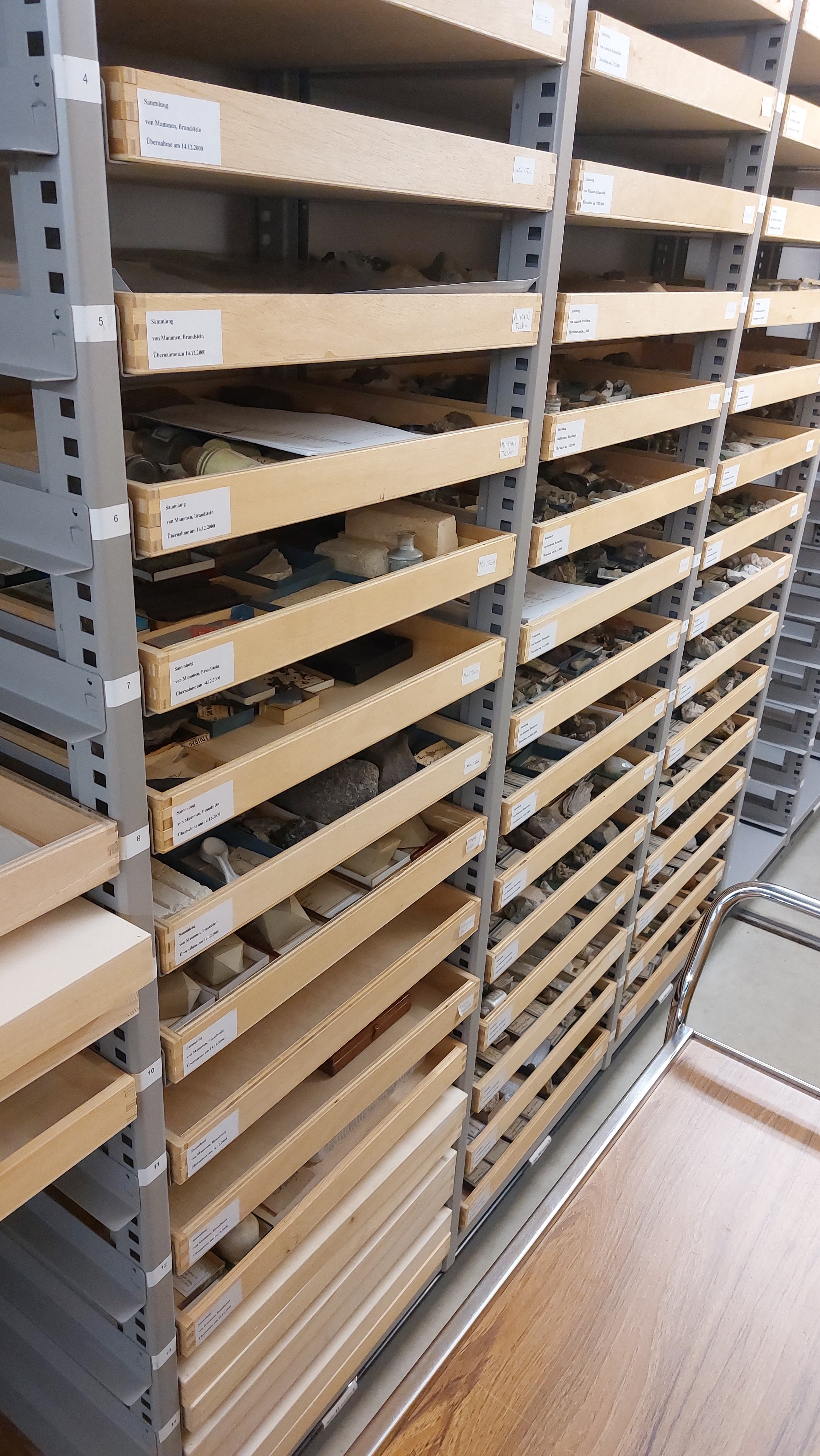
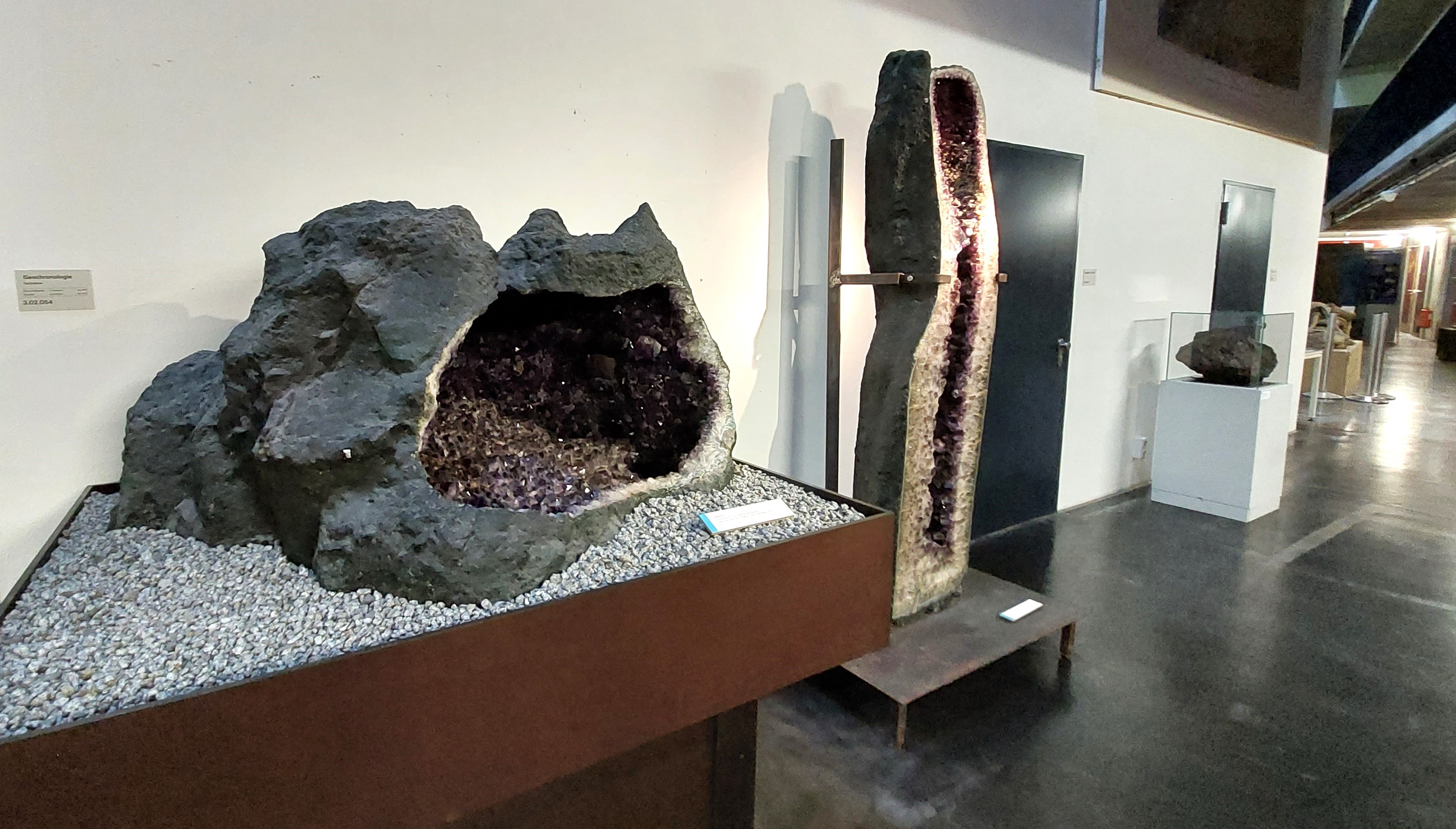
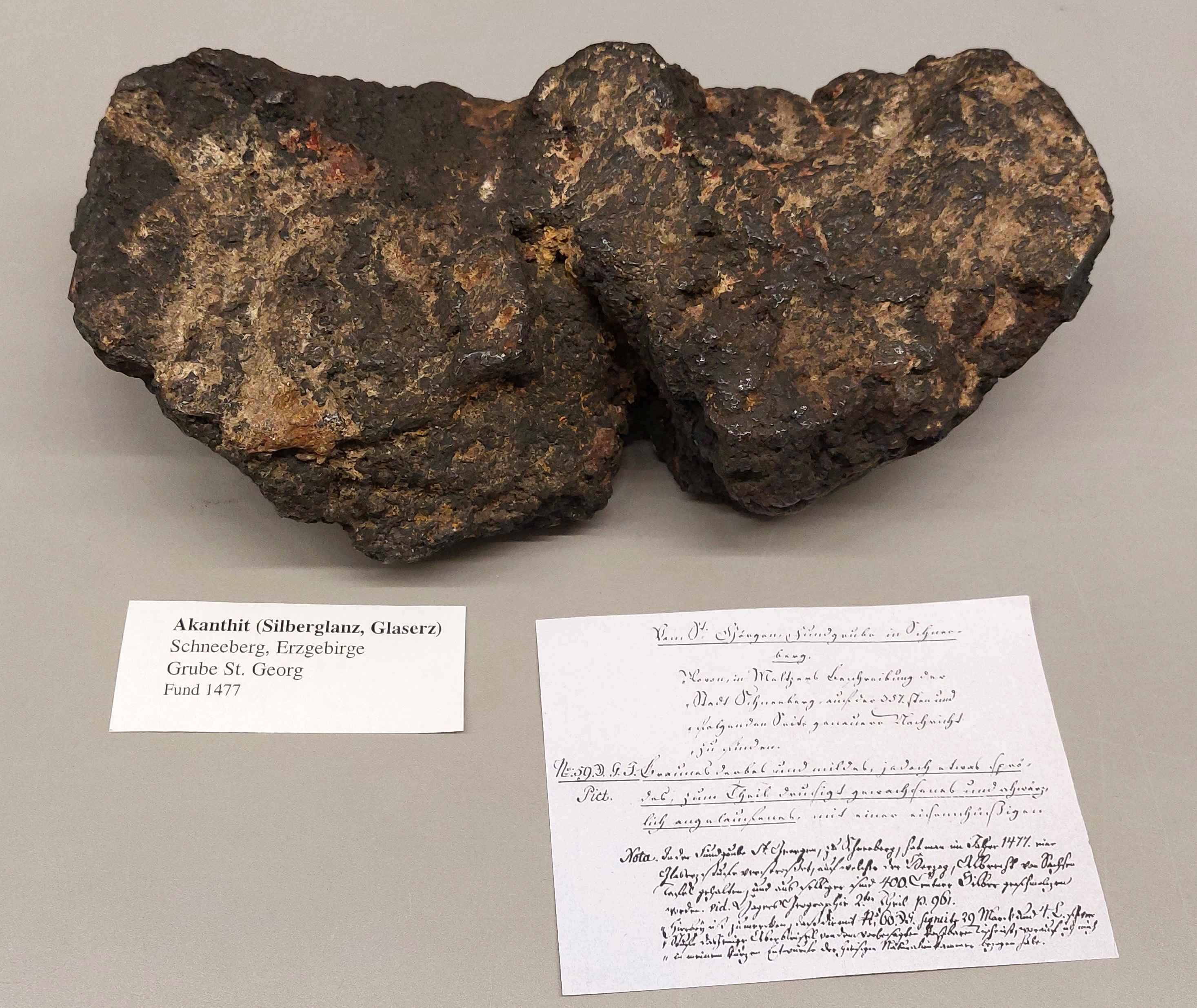
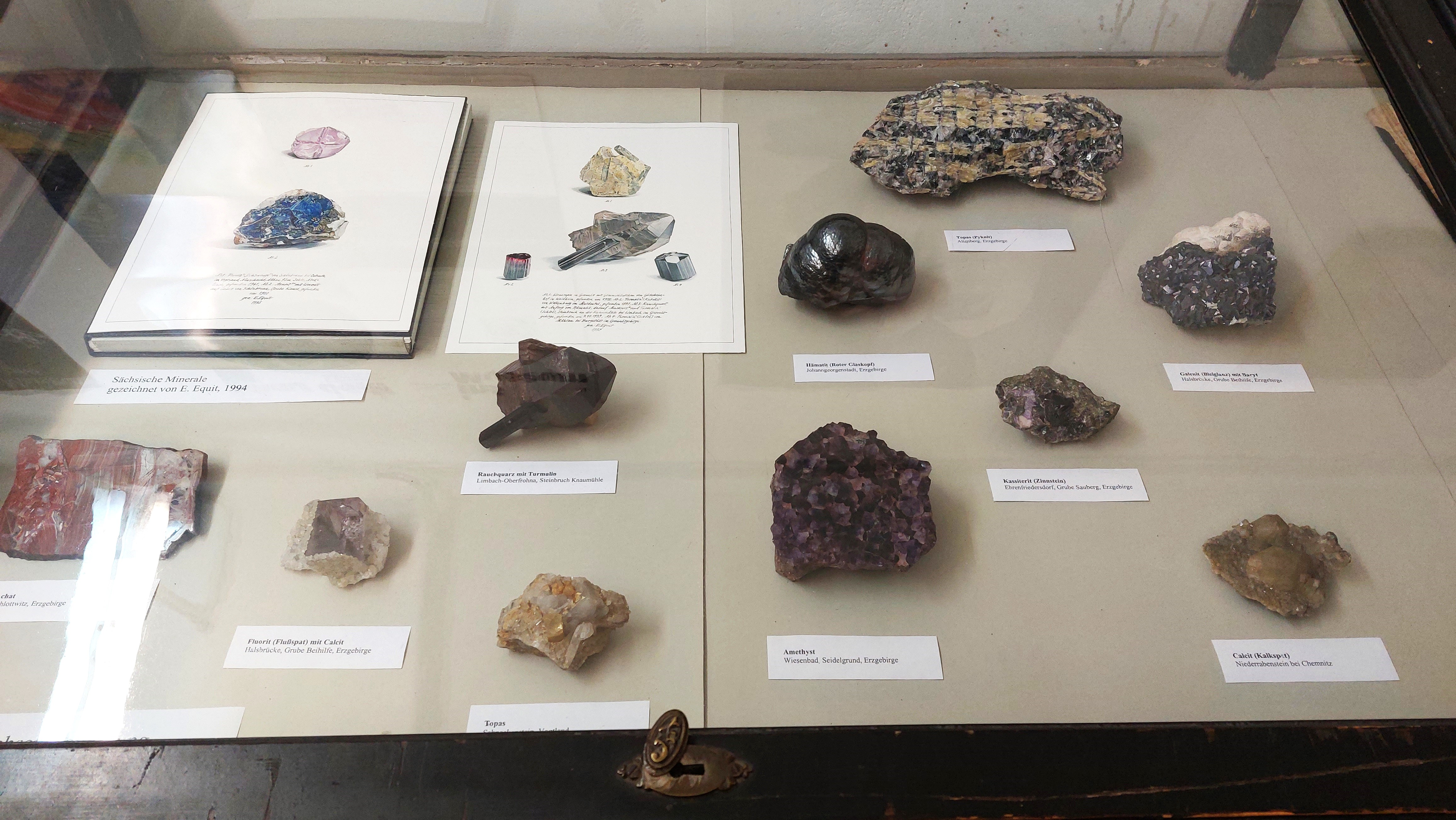
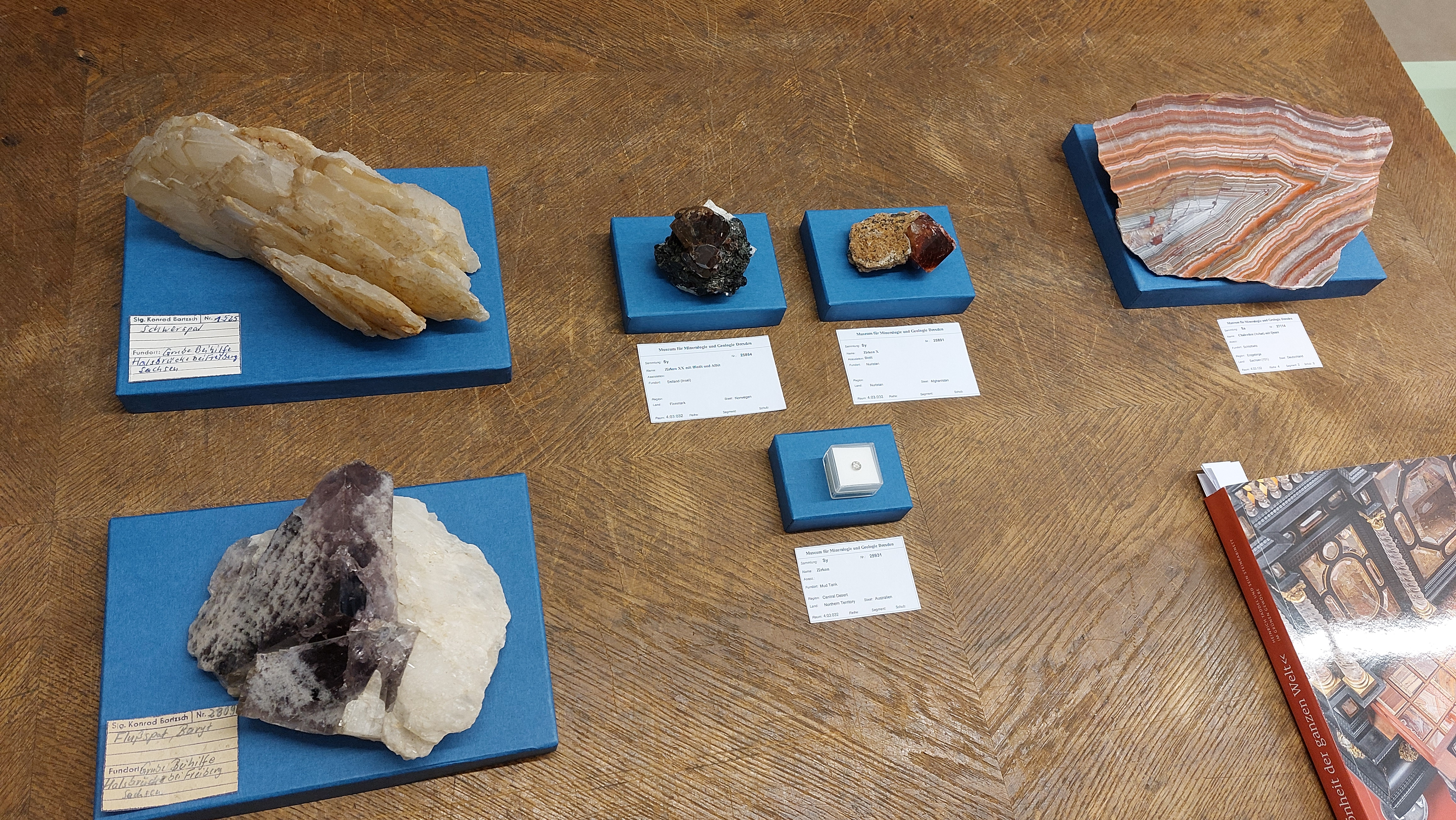
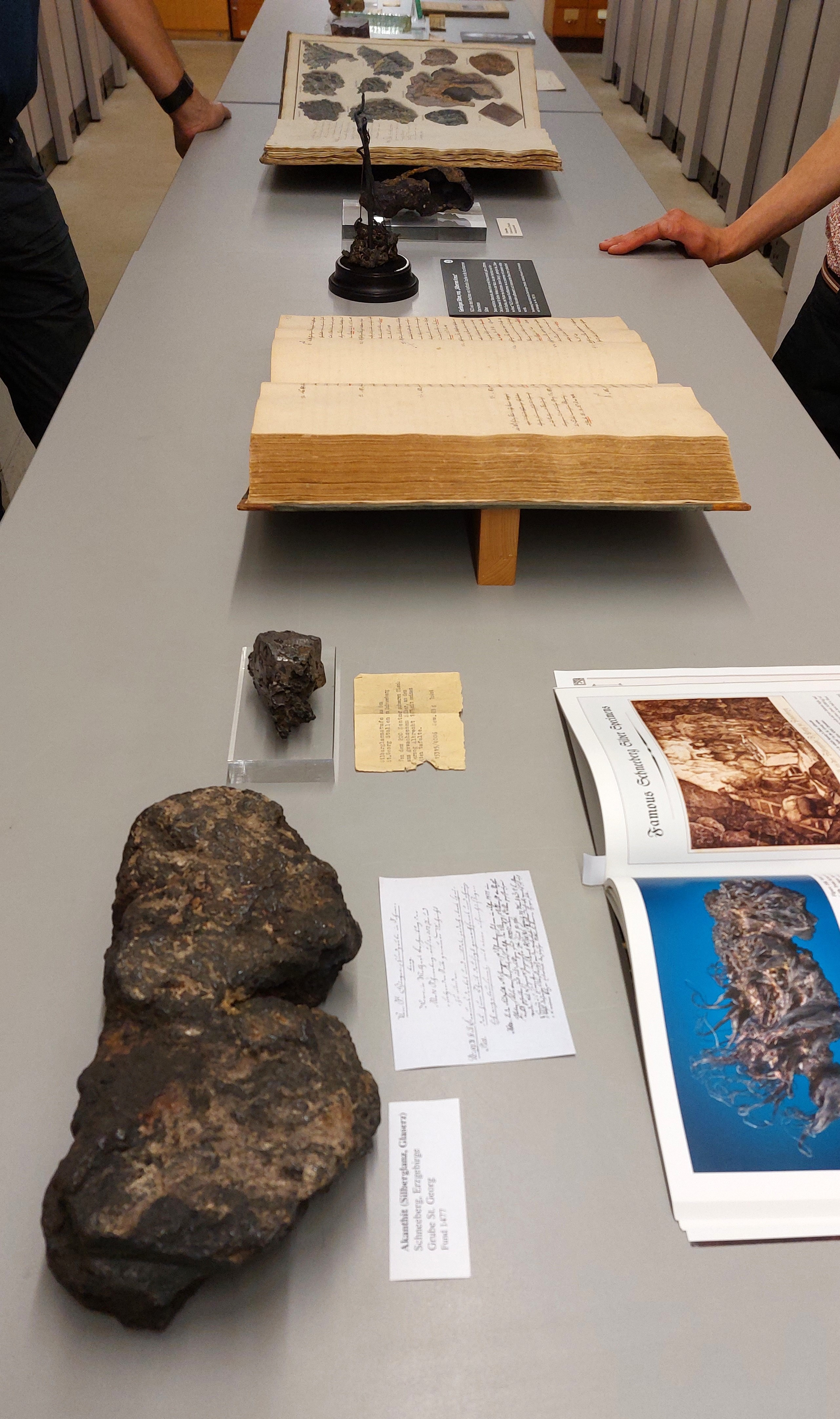

## Geschichte

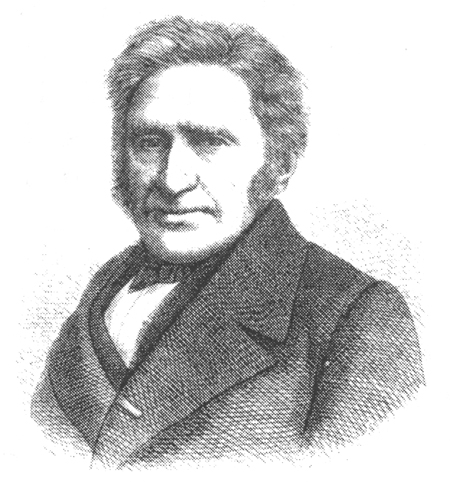
Heinrich Gottlieb Ludwig Reichenbach

Ähnlich wie die Staatlichen Kunstsammlungen, geht auch das Museum für Mineralogie und Geologie Dresden ursprünglich auf die Kunstkammer im Dresdner Residenzschloss zurück, eine 1560 von Kurfürst August eingerichtete universale Schatzkammer. Bereits 1587 werden erste Sammlungsobjekte in einer Inventarliste erwähnt, so der Amethyst von Warmbad und der Jaspis von Lungwitz. Unter anderem auf diese Einzelstücke wird die Tradition der heutigen musealen Dresdner Mineraliensammlung zurückgeführt, die sich als eine der ältesten geowissenschaftlichen Institutionen der Welt sieht.

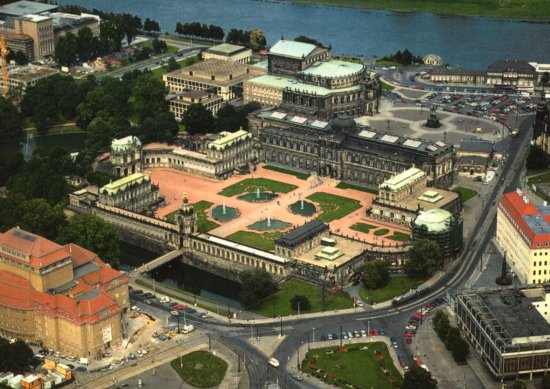
Ab 1728 betrieb das Museum Ausstellungsflächen im Zwinger.

Im Jahre 1728 trennte Kurfürst August der Starke die Naturalien- von den Kunstsammlungen und brachte sie im Zwinger unter. Dies wird als die eigentliche Gründung der Naturhistorischen Sammlungen betrachtet.
Heinrich Gottlieb Ludwig Reichenbach war zwischen 1820 und 1874 Direktor des Königlichen Naturhistorischen Museums und weist darüber hinaus Verdienste im Aufbau der Chirurgisch-Medicinischen Akademie Dresden, des Botanischen Gartens und des Zoos von Dresden auf. Während seiner Amtszeit brach 1849 der Dresdner Maiaufstand los, in dessen Verlauf der Zwinger abbrannte. Dabei wurden die Ausstellungsstücke des Museums stark in Mitleidenschaft gezogen. Nur die Mineraliensammlung blieb vollständig erhalten; die geologisch-paläontologische Sammlung musste hingegen vollkommen neu aufgebaut werden.
Im Jahre 1857 spaltete sich das Mineralogische Kabinett vom Königlichen Naturhistorischen Museum ab, in dem das Museum für Tierkunde Dresden und das Museum für Völkerkunde Dresden vereinigt blieben. Unter dem neuen Namen Königliches Mineralogisches Museum und unter der Leitung von Hanns Bruno Geinitz und später Ernst Kalkowsky entwickelte es sich im ausgehenden 19. und beginnenden 20. Jahrhundert zu einer anerkannten Forschungsstätte. Im Jahre 1874 bildete sich im Museum eine prähistorische Abteilung heraus. Ab 1927 war hier der Prähistoriker Gotthard Neumann als wissenschaftlicher Hilfsarbeiter angestellt. In der Zeit der Weimarer Republik hieß die Institution Museum für Mineralogie, Geologie und Vorgeschichte. Das Museum behielt selbst nach 1937, als seine beiden zoologischen und ethnologischen Schwestermuseen wegen Platzmangels umzogen, seine Ausstellungsräume im Zwinger bei und erhielt im selben Jahr seinen heutigen Namen, da sich das Landesmuseum für Vorgeschichte Dresden abgespaltet hatte. Die Ausstellungsflächen gingen jedoch ebenso wie viele -objekte durch die Luftangriffe auf Dresden 1945 verloren. Andere Sammelstücke waren zuvor ausgelagert worden und überdauerten dadurch den Zweiten Weltkrieg.
Nach dem Kriegsende wurden die Museumsbestände unter Walther Fischer gesichert und dann unter Hans Prescher und Gerhard Mathé (1938–1994) wieder aufgebaut, an geeigneten Ausstellungsmöglichkeiten fehlte es jedoch seither. Zwar bezog das Museum 1959 sein neues Domizil im Ständehaus, konnte aber erst ab 1967 kleinere Teile seiner Sammlung der Öffentlichkeit wieder zugänglich machen. Im Zwinger wurden nur vorübergehende Sonderausstellungen gezeigt. Im Frühjahr 1999 wurde das neue Depotgebäude in Klotzsche bezogen. Seit dem 1. Juli 2000 ist das Museum für Mineralogie und Geologie mit dem Museum für Tierkunde zu den Staatlichen Naturhistorischen Sammlungen Dresden zusammengefasst. Diese feierten 2003 ihr 275-jähriges Jubiläum. Zum 1. Januar 2009 wurden sie mit dem Forschungsinstitut und Naturmuseum Senckenberg in Frankfurt am Main sowie dem Staatlichen Naturkundemuseum Görlitz fusioniert. Dies bedeutet eine Mitgliedschaft in der Leibniz-Gemeinschaft sowie eine gemeinsame Förderung durch Bund und Länder.

## Hanns-Bruno-Geinitz-Preis
Im Jahre 2002 stiftete Dedo Geinitz, ein Nachfahre des früheren Museumsdirektors Hanns Bruno Geinitz, den nach diesem benannten und mit 5.000 Euro dotierten Preis. Er wird vom Museum für Mineralogie und Geologie in unregelmäßigen Abständen an junge Geowissenschaftler für herausragende wissenschaftliche Leistungen, erfolgreiche Projekte oder außerordentlich allgemeinverständliche Publikationen vergeben. Er kann geteilt an mehrere Personen vergeben werden.
Preisträger:
- 2002: Olaf Lenz, Universität Göttingen
- 2007: Denis Palermo, Universität Tübingen; Sebastian Lüning, Universität Bremen
- 2009: Volker Presser, Universität Tübingen; Mareike Eberlein, TU Dresden
- 2012: Andreas Gärtner, TU Dresden; Benjamin Sames, FU Berlin
- 2014: Karolin Moraweck, TU Dresden; Nadine Janetschke, FAU Erlangen-Nürnberg; Jan Fischer, TU Bergakademie Freiberg
- 2016: Henny Gerschel, TU Bergakademie Freiberg
- 2020: Anna Gehrmann, Universität Greifswald[4]

## Belege
1. ↑  Mareen Czekalla, Klaus Thalheim: Die Sammlung Richard Baldauf (1848–1931) und ihr Bezug zu Österreich. Abstract. Institut für Geologie der Universität Innsbruck, 2007, abgerufen am 31. Dezember 2020.
2. ↑  Rainer Bartoschewitz: Deutsche Meteorite. In: Barto’s Laboratorium für Cosmo-Petrologie. Bartoschewitz Meteorite Lab, abgerufen am 31. Dezember 2020.
3. ↑  Hanns-Bruno-Geinitz-Preis. Senckenberg Naturhistorische Sammlungen Dresden, abgerufen am 31. Dezember 2020.
4. ↑  Geologin Dr. Anna Gehrmann erhält Hanns-Bruno-Geinitz-Preis. Universität Greifswald, 2. November 2020, abgerufen am 31. Dezember 2020.

Koordinaten: 51° 7′ 44″ N, 13° 47′ 24″ O